# Plagiochaeta lineata
Plagiochaeta lineata är en ringmaskart som först beskrevs av Hutton 1877.  Plagiochaeta lineata ingår i släktet Plagiochaeta och familjen Acanthodrilidae. Inga underarter finns listade i Catalogue of Life.